# 塔尔德河畔圣阿维
圣阿维德塔尔代（法語：Saint-Avit-de-Tardes）是法国克勒兹省的一个市镇，属于奥比松区（Aubusson）奥比松县（Aubusson）。该市镇总面积14.42平方公里，2009年时的人口为190人。

## 人口
圣阿维德塔尔代人口变化图示